# فرانشيسكا سياردي
فرانشيسكا سياردي (بالإيطالية: Francesca Ciardi)‏ هي ممثلة إيطالية، ولدت في 26 يوليو 1954 بروما في إيطاليا.

## أعمال

### أفلام
- (1980) إبادة أكلة لحوم البشر

## وصلات خارجية
- فرانشيسكا سياردي على موقع IMDb (الإنجليزية)
- فرانشيسكا سياردي على موقع ألو سيني (الفرنسية)
- فرانشيسكا سياردي على موقع قاعدة بيانات الفيلم (الإنجليزية)